# Бутен
Бутен (или още бутилен) е алкен с 4 въглеродни атома с формулата C4H8. Съединението има една двойна връзка. Известни са 4 изомерни алкена с тази формула: 1-бутен, цис-2-бутен, транс-2-бутен и 2-метилпропен.
Бутените влизат в състава на нефта, но в малки, неизгодни за преработка количества. Затова се получават главно при каталитичен крекинг на въгеводороди с дълга въглеродна верига. Получената при крекинга смес от въглеводороди се разделя чрез ректификация на фракции, една от които са бутените.
| Наименование по IUPAC | алтернативно наименование | структура | алтернативно изображение | 3D модел |
| 1-бутен               | α-бутилен                 |           |                          |          |
| цис-2-бутен           | Z-β-бутилен               |           |                          |          |
| транс-2-бутен         | E-β-бутилен               |           |                          |          |
| 2-метилпропен         | изобутилен                |           |                          |          |

## Свойства
Бутените са газове при стайна температура и атмосферно налягане, но могат да се втечнят при ниска температура и/или повишено налягане, подобно на пропан-бутана. Бутените са безцветни газове със специфичен мирис. Те са леснозапалими.
Бутените са сравнително инертни, но са по-реактивни от съответните алкани (изомерите на бутана) поради наличието на двойна връзка.

## Приложение
Бутените полимеризират при което се получава полибутилен. Той е по-скъп от полипропилена, затова се използва главно като кополимер в състава на други полимери. Бутените се използват като изходни вещества при получаването на изкуствен каучук (бутилов каучук), бутанол, бутанон и бутадиен. Изобутилена се преработва до изооктан и метилтретичен бутилов етер (МТБЕ), и двете вещества подобряват октановото число на бензините.
|  | Тази страница частично или изцяло представлява превод на страницата butene в Уикипедия на английски. Оригиналният текст, както и този превод, са защитени от Лиценза „Криейтив Комънс – Признание – Споделяне на споделеното“, а за съдържание, създадено преди юни 2009 година – от Лиценза за свободна документация на ГНУ. Прегледайте историята на редакциите на оригиналната страница, както и на преводната страница, за да видите списъка на съавторите. ВАЖНО: Този шаблон се отнася единствено до авторските права върху съдържанието на статията. Добавянето му не отменя изискването да се посочват конкретни източници на твърденията, които да бъдат благонадеждни. |